# 제20회 광화문국제단편영화제
제20회 광화문국제단편영화제는 2022년 5월 24일에 열린 시상식이다.

## 수상 및 후보

### 금상
- 시에라 - 샌더 준 수상

### 은상
- 와르샤 - 데니아 브데어 수상

### 동상
- 나의 새라씨 - 김덕근 수상

### 본선진출작
- 무기들의 시간 - 허건
- 99 Cent - Philip TRESCHAN
- 기억에 관한 짧은 테이프 - 김연수
- 그래도, 화이팅! - 김준석
- 탈피 - 이상인
- 브로커 - 어윤철
- 크로노스 - 배두호
- 개미지옥 - 강우진
- FLY - Chunhim TO
- Fashion - Fardin ANSARI
- 조지아 - 제이 박
- Goldsmith - Keyvan AHMADI
- 할머니제사 - 김두진
- 털괴 - 김오지숙
- Half Soul - Trabelsi MARWEN
- 물고기가 되는 방법 - 권나우
- I Love You Where The Sunny Days Are - Yasmin GUIMARAES
- Intercom 15 - Andrei EPURE
- Is There A Place To Buy Happiness? - 김운석
- 핀란드식 김장법 - 조재영
- 편지 - 이신우
- 루즈 - 조민서
- 첩첩산쑥 - 이가영
- 미호 - 김동아 외 1명
- More Than I Can Say - Frances FENG
- 오밋 - 문정민
- 우로보로스 - 정민우
- Shiba San And Meow Chan - Chung Chieh CHIANG
- Sierra - Sander JOON
- 미소 - 도영찬
- Soul Cage - Svitlana TOPOR
- The Carer - Amrita ACHARIA
- 관리의 죽음 - 이경진
- 사랑의 스튜디오 - 이기욱
- 나의 새라씨 - 김덕근
- 변 - 서예찬
- 잊혀진 익숙함 - 신해섭
- Warrior - Amanbek AZHYMAT
- Warsha - Dania BDEIR
- 해가 지면 다가오는 - 최지유
- 열쇠 - 샤힌 잘랄리